# Kobiety kochają diamenty
Kobiety kochają diamenty (tytuł oryg. Women Love Diamonds) – amerykański niemy melodramat z 1927 w reżyserii Edmunda Gouldinga, który, wraz z Lorną Moon, Waldemarem Youngiem i Edwinem Justusem Mayerem, był również autorem scenariusza. W rolach głównych wystąpili Pauline Starke, Owen Moore, Lionel Barrymore i Douglas Fairbanks Jr.

## Obsada
Opracowano na podstawie materiału źródłowego:

- Pauline Starke – Mavis Ray
- Owen Moore – Patrick Michael Regan
- Lionel Barrymore – Hugo Harlan
- Cissy Fitzgerald – pani Ray
- Gwen Lee – Roberta Klein
- Douglas Fairbanks Jr. – Jerry Croker-Kelley
- Pauline Neff – pani Croker-Kelley
- Constance Howard – Dorothy Croker-Kelley
- George Cooper – Snub Flaherty
- Dorothy Phillips – pani Flaherty

## Produkcja

### Realizacja
Melodramat Kobiety kochają diamenty wyreżyserował Edmund Goulding. Pierwotnie do roli Mavis Ray była przymierzana Greta Garbo, która wystąpiła w filmie studia Metro-Goldwyn-Mayer Symfonia zmysłów (reż. Clarence Brown), lecz aktorka odrzuciła możliwość udziału w produkcji, co przełożyło się na jej konfliktowe relacje ze studiem. W jej miejsce angaż otrzymała Pauline Starke. Kandydatką do głównej roli była również Mae Murray.
W ocenie branżowego tygodnika „Variety” „film wyglądał jakby miał ponadprzeciętny budżet”.

## Premiera kinowa, analizy i recenzje
Premiera miała miejsce 12 lutego 1927. Film Kobiety kochają diamenty okazał się finansową klapą, przynosząc wytwórni 30 tys. dolarów strat. Alternatywny tytuł produkcji brzmiał Diamond Handcuffs.
Krytyk David Shipman, autor książki Caught in the Act: Sex and Eroticism in the Movies (1985), uważał, że postać Mavis Ray początkowo jawi się jako ktoś, kogo kobiety z poczuciem winy podziwiają, a mężczyźni chcą posiadać, ale później staje się bardziej współczująca po tym, jak doznała moralnego objawienia i została pielęgniarką. Lea Jacobs, historyk i autorka książki The Decline of Sentiment: American Film in the 1920s (2008), pisała, że film nie zajmuje się obyczajami seksualnymi, jak można by się spodziewać, ale raczej siłą uzyskaną z seksualności i bogactwa. W dalszej części dodała, że gdy Ray ma do czynienia z Jerrym, Dorothy i panią Croker-Kelley, jej „ostentacyjny” sposób ubierania się prowadzi do tego, że patrzy się na nią z góry; jednak z postaciami niższej klasy, takimi jak Patrick Michael Regan, jej suknia staje się symbolem władzy. Sam film Jacobs opisywała jako „prawdopodobnie najdziwniejszy eksperyment w dramatyzowaniu gatunku poszukiwaczy złota”, przypominający dzieła niemieckiego reżysera Rainera Wernera Fassbindera.
„Variety” chwalił aktorstwo, scenografię i zdjęcia, jednak recenzent magazynu uznał, że fabuła jest osłabiona przez „ostrożne obchodzenie się” z tematem, a główna gwiazda „nie wzbudza wystarczającej sympatii”.